# Сельское поселение «Колочнинское»
Се́льское поселе́ние «Колочнинское» — муниципальное образование в Читинском районе Забайкальского края Российской Федерации.
Административный центр — село Колочное 2-е.

## История
Статус и границы сельского поселения установлены Законом Читинской области от 19 мая 2004 года «Об установлении границ, наименований вновь образованных муниципальных образований и наделении их статусом сельского, городского поселения в Читинской области»

## Население
| 2010  | 2011  | 2012  | 2013  | 2014  | 2015  | 2016  |
| ----- | ----- | ----- | ----- | ----- | ----- | ----- |
| 1111  | ↗1118 | ↘1095 | ↘1074 | ↘1058 | ↗1067 | ↘1043 |
| 2017  | 2018  | 2019  | 2020  | 2021  |       |       |
| ↘1009 | ↘999  | ↘995  | ↘988  | ↗1041 |       |       |

## Состав сельского поселения
| № | Населённый пункт | Тип населённого пункта       | Население |
| - | ---------------- | ---------------------------- | --------- |
| 1 | Колочное 1-е     | село                         | ↘7        |
| 2 | Колочное 2-е     | село, административный центр | ↘688      |
| 3 | Черново          | село                         | ↘272      |